# Thriambus ephora
Thriambus ephora är en insektsart som först beskrevs av Ronald Gordon Fennah 1958.  Thriambus ephora ingår i släktet Thriambus och familjen sporrstritar. Inga underarter finns listade i Catalogue of Life.